# Aedes sumidero
Aedes sumidero är en tvåvingeart som beskrevs av Schick 1970. Aedes sumidero ingår i släktet Aedes och familjen stickmyggor. Inga underarter finns listade i Catalogue of Life.